# Marc Danval
Marc Danval, né le 18 février 1937 à Ixelles et mort le 22 septembre 2022, est un journaliste, écrivain, artiste et chroniqueur de jazz et de gastronomie belge d'expression francophone. Il a également été comédien au Théâtre royal du Parc de Bruxelles jusqu'en 1961.

## Biographie
Marc Danval, de son vrai nom Marc Sevenants, est le fils et petit-fils des pianistes, compositeurs et professeurs au Conservatoire royal de Bruxelles, Fernand Sevenants (1901-1992) et José Sevenants (1868-1946). Alors qu'il commence une carrière de comédien à la fin des années 1950, il modifie son nom en "Danval", pseudonyme faisant référence au nom de jeune fille de sa mère, Marthe Danvoie, afin de ne pas se faire confondre avec son cousin, Maurice Sevenants, qui partage son ambition scénique. Jusqu'en 1961, Marc Danval se produit ainsi sur plusieurs scènes bruxelloises parmi lesquelles le Théâtre royal du Parc et le Théâtre royal des Galeries.
Devenu chroniqueur de jazz pendant ces mêmes années, il commence sa carrière radiophonique lors de son service militaire en 1958 en animant plusieurs émissions pour les troupes. À partir des années 60, Marc Danval cumule plusieurs émissions de jazz à la RTB ainsi qu'à Radio Luxembourg, écrit des articles pour des périodiques généralistes et spécialisés, et présente régulièrement les concerts de jazz en Belgique et à l'étranger.
Collectionneur de disques et spécialiste du jazz belge, il produit et anime sur les ondes de la RTBF l'émission La troisième oreille qui a succédé en 1998 à l'émission 25, 50, 75 initiée par Nicolas Dor (1922-1990). Dans cette émission, Marc Danval propose la redécouverte d'enregistrements rares de l'ère des disques 78, 45 et 33 tours.
Versé dans les lettres, Marc Danval est auteur d'un recueil de poèmes Parmi moi seul, du spectacle Les Poètes du jazz, de plusieurs biographies consacrées à Sacha Guitry, Robert Goffin ou encore Toots Thielemans, des nombreuses chroniques qu'il remplit pour une série de périodiques ou encore de notices qu'il rédige pour le Dictionnaire du jazz à Bruxelles et en Wallonie. L'auteur de littérature fantastique Thomas Owen l'a surnommé « monstre des lettres belges ». Sa grande notoriété dans le monde du jazz lui permettra, au cours de sa carrière, de rencontrer de nombreuses personnalités telles que Louis Armstrong, Miles Davis, John Coltrane ou encore Chet Baker, duquel il évoque notamment la personnalité dans son recueil poétique Parmi moi seul. En plus de ses déjà nombreuses activités, Marc Danval s'est également fait connaître en tant qu'artiste plasticien avec ce qu'il intitule lui-même des "jazz collages". Il a été honoré en 2006 par un Django d'Or pour son rôle moteur sur la scène du jazz en Belgique par la Société belge des auteurs, compositeurs et éditeurs (SABAM). Il est aussi ambassadeur du monde de la radio auprès du vieux marché des Marolles et député-membre de la République de Montmartre, endroit qu'il fréquente régulièrement bien qu'il vive et travaille à Ixelles.
Il meurt le 22 septembre 2022 à l'âge de 85 ans.

## Fonds Marc Danval
Créé en 2010 grâce à l'acquisition de sa collection personnelle, et avec l'aide des Amis de la Bibliothèque royale de Belgique, le fonds Marc Danval constitue une ouverture de la section de la musique de la Bibliothèque royale aux répertoires « non-classiques » jusqu'ici peu représentés.
Les 12 000 disques 78, 45 et 33 tours, versant tant dans le jazz que dans la musique folklorique, la chanson française, chanson anglo-saxonne ou encore la musique de film et de variétés offrent un complément important aux collections discographiques de la section.
Ce fonds rassemble, en outre, quelque 2 000 partitions illustrées couvrant une période s'étendant de la fin du XIXe siècle aux années 1950. Certaines d'entre elles sont également signées Magritte, De Greef, Henri-Valéry Vander Poorten (nl) ou encore Van Caulaert. Plus de 800 ouvrages traitant de musique et différents documents d'archives parmi lesquels plus de 3 000 photographies (pour une grande partie dédicacées) et 500 affiches viennent aussi enrichir ce fonds apprécié pour son éclectisme et son modernisme.

## Prix
- Plume d'or de la gastronomie en 1995
- Django d'Or pour sa contribution à la scène du jazz en Belgique en 2006

## Publication
- Le Règne de Sacha Guitry, biographie, Pierre De Méyère, Bruxelles, 1971
- Bon appétit Bruxelles, gastronomie, Collet, Bruxelles, 1982
- Parmi moi seul, poésie, Saint-Germain-des-Prés, Paris, 1983
- Les Poètes du jazz, théâtre, Bruxelles, le 5 février, 1985, créé à la Compagnie Ivan Baudouin-Lesly Burton, avec Lesly Burton, le pianiste Charles Loos et l'auteur
- Cuisine traditionnelle en Hainaut, Libro-Sciences, 1990
- L'Énigme résolue de Verlaine à la Trappe de Forges-lez-Chimay, CGRI, 1996
- L'Insaisissable Robert Goffin, biographie, Quorum, 1998
- Toots Thielemans, biographie, Racine, 2006
- Robert Goffin, avocat, poète et homme de jazz, Le Carré Gomand Éditions, 2014
- Histoire du jazz en Belgique, Éditions Avant-Propos, 2014